# César Ramírez
César Augusto Ramírez Caje, mais conhecido como El Tigre Ramírez, (Curuguaty, 24 de março de 1977), é um ex-futebolista paraguaio que atuava como atacante. Encerrou a carreira aos 33 anos no Cerro Porteño, sendo considerado um dos maiores ídolos da história recente do clube, com 134 jogos e 36 gols. 

## Carreira
Ramírez começou sua carreira no Cerro Corá, time da segunda divisão no Paraguai e, em seguida, foi jogar no futebol de Portugal, aonde destacou-se com boas atuações pelo Sporting.
Participou da Copa do Mundo de 1998, quando a seleção paraguaia fez boa campanha, chegando até as oitavas-de-final, sendo eliminada pela França. Terminada a Copa, teve discreta passagem no futebol argentino Vélez Sarsfield e, em 1999, retornou ao Paraguai, defendendo o Cerro Porteño.
Em meados de 2005, desembarcou no Flamengo, como uma esperança de gols para o pífio ataque rubro-negro da época. Teve boas atuações em 2005 e terminou o ano como um dos principais nomes do Flamengo. Mas em 2006, o futebol de El Tigre começou a cair de rendimento, não convencendo mais a torcida do Flamengo. 
No ano de 2007, o jogador acabou voltando ao seu clube anterior, o Cerro Porteño, onde se aposentou em 2010 após ter seu contrato rescindido em decorrência de um atrito com o técnico Pedro Toglio.

## Carreira Política
Em fevereiro de 2018, El Tigre candidatou-se a governador no Departamento de Canindeyú, no Paraguai, tendo sido eleito em 22 de abril de 2018. Atualmente, é ministro da Secretaria Nacional de Esportes do Paraguai, tomando posse 16 de agosto de 2023.

## Títulos

### Cerro Porteño
- Campeonato Paraguaio (Apertura): 2001, 2009
- Campeonato Paraguaio (Clausura): 2001, 2004

### Flamengo
- Copa do Brasil: 2006